# Lampa żarowo-rtęciowa
Lampa żarowo-rtęciowa – lampa, która nie wymaga statecznika. Zamiast niego, jest wyposażona w żarnik, podobnie jak w tradycyjnej żarówce. Żarnik jest włączony szeregowo z jarznikiem. Żarnik w lampach tego typu pełni rolę statecznika. Lampy żarowo-rtęciowe, stosowane jako zamiennik tradycyjnej żarówki, zwane są czasami lampami o świetle mieszanym. Ich skuteczność świetlna jest znacznie mniejsza (17–31 lm/W) niż lamp ze statecznikiem, co istotnie ogranicza obszar zastosowań uzasadnionych ekonomicznie.

## Charakterystyka techniczna
- Wysokoprężny jarznik rtęciowy połączony szeregowo z żarnikiem wolframowym[a].
- Pracuje pod napięciem sieciowym bez dodatkowego osprzętu (np. statecznika).[1][2]
- Ciągłe spektrum światła ze źródła żarowego (fale dłuższe; światło pomarańczowe i czerwone[1]) i liniowe z wysokoprężnego jarznika rtęciowego.[3]

## Zalety
- Bezpośredni zamiennik standardowych żarówek, przy tej samej mocy uzyskuje się strumień świetlny o (20÷50)% większy.[1]
- Wyższa skuteczność świetlna oraz trwałość (do 10000 h[2]) w stosunku do standardowych lamp żarowych.
- Zapłon lampy zimnej jest natychmiastowy.[1]
- Prąd załączeniowy jest mniejszy niż w zwykłej rtęciówce: ok. 1,3 prądu nominalnego zamiast 1,6 prądu nominalnego.[1]
- Bezwładność cieplna żarnika sprawia, że współczynnik tętnienia światła jest mniejszy.[1]
- W razie stłuczenia lampa nie zagraża emisją promieniowania UV, bo po wniknięciu powietrza przepala się żarnik.[1]

## Wady
- Lampa jest bardziej wrażliwa na odchylenia napięcia zasilającego niż wysokoprężna lampa rtęciowa.[1]
- Ponowny zapłon nagrzanej lampy wymaga ostygnięcia jarznika, jak w każdej lampie wysokoprężnej.[1]

## Zastosowanie
Dawniej stosowane do oświetlenia parków, ogrodów, skwerów, ulic, alei oraz placów i hal. Zakres stosowania lamp rtęciowo-żarowych jest coraz bardziej ograniczony ze względu na mierne oddawanie barw oraz dostępność innych tanich zamienników żarówek (np. lampy LED i świetlówki kompaktowe zintegrowane).